# José Alves dos Santos Júnior
José Alves dos Santos Júnior (sinh ngày 29 tháng 7 năm 1969) là một cầu thủ bóng đá người Brasil.

## Sự nghiệp câu lạc bộ
José Alves dos Santos Júnior đã từng chơi cho Bellmare Hiratsuka.

## Thống kê câu lạc bộ

### J.League
| Đội                | Năm       | J.League | J.League | J.League Cup | J.League Cup | Tổng cộng | Tổng cộng |
| Đội                | Năm       | Trận     | Bàn      | Trận         | Bàn          | Trận      | Bàn       |
| ------------------ | --------- | -------- | -------- | ------------ | ------------ | --------- | --------- |
| Bellmare Hiratsuka | 1995      | 11       | 1        | -            | -            | 11        | 1         |
| Tổng cộng          | Tổng cộng | 11       | 1        | 0            | 0            | 11        | 1         |